# Stonehenge Records
Stonehenge Records je D.I.Y. hudební vydavatelství z francouzského města Bordeaux orientující se na emo/hardcore/punk s politickým aspektem. Založeno bylo v roce 1991. Doposud[kdy?] vyšlo 39 titulů, především francouzské emo kapely jako například Finger Print, Undone, Jasemine, Damyare nebo Inertie. Ve všech zmíněných kapelách hrál „šéf“ vydavatelství Christophe Mora.

## Diskografie
1. Finger print' - 1st 7"EP
2. FINGER PRINT - 2nd 7"EP

03	UNDONE - 1st 7"EP

04	v/a „Reconstruction“ LP

05	SHATTER THE MYTH / UNDONE split 7"EP

06	JASEMINE - „Demo“ MC

07	IVICH / JASEMINE split 7"EP

08	v/a „AUTONOMIE, VOL.1“ 7"EP

09	UNDONE - „Dark Future“ LP

10	FINGER PRINT CD

11	ANOMIE / PEU ETRE split 7"EP

12	UNDONE - „The Other Side“ 7"EP

13	ÖPSTAND / SEEIN' RED split 7"EP

14	v/a „IDIOMES“ CD

15	IVICH / E-150 split 7"EP

16	v/a „AUTONOMIE, VOL.2“ 7"EP

17	HEADWAY CD

18	-

19	SEASON - s/t 7"EP

20	SOAR / GRIEVANCE split 7"EP

21	ALCATRAZ - „Ni Dieu, Ni Maitre“ CD

22	RACHEL - „…Last Songs“ 7"EP

23	SOAR - s/t 7"EP / MCD

24	AMANDA WOODWARD picture 10"

25	INERTIE / KARRAS split LP

26	DAYMARE 7"EP

27	TO WHAT END? - „The Purpose Beyond“ LP

28	BORN DEAD ICONS - „New Scream Industry“ 10"

29	EKKAIA - „Demasiado Tarde Para Pedir Perdon“ LP

30	DIMLAIA - s/t LP

31	URANUS - „To This Bearer Of Truth“ CD

32	FUAIM CATHA - s/t LP

33	AMANDA WOODWARD / 1905 split 7"EP

34	ZEGOTA - „Reclaim!“ LP

35	EKKAIA - „Ya Hemos Aguantado El Sermon…“ 7"EP

36	SUBMISSION HOLD - „What Holds Back The Elephant“ LP

37	BALLAST 7"EP

38	THE PHOENIX FOUNDATION 7"EP

39 HYACINTH - s/t LP